# María Kriuchkova
María Yevguénievna Kriuchkova (Rostov del Don, 7 de julio de 1988 - ibídem, 8 de marzo de 2015) fue una gimnasta artística rusa y medallista olímpica en los Juegos Olímpicos de Atenas 2004.

## Biografía
Participó en los Juegos Olímpicos de Atenas 2004 cuando contaba aun con 16 años de edad. Participó en varias modalidades. En el salto de potro quedó en la posición 42, en el ejercicio de suelo quedó en la posición 79 y en el ejercicio individual en la posición 92. También participó en la modalidad de por equipos, donde ganó la medalla de bronce junto a Anna Pávlova, Yelena Zamolódchikova, Natalia Zigánshina, Svetlana Jórkina y a Liudmila Yezhova tras conseguir una puntuación de 113.235. Tras finalizar las olimpiadas se retiró para ejercer el cargo de entrenadora.
Falleció el 8 de marzo de 2015 a los 26 años a causa de una embolia.